# WEB
WEB — система програмування, створена Дональдом Кнутом як перша реалізація його концепції «грамотного програмування»: ідеї, що програмне забезпечення можна створювати як літературний твір. Такий твір складається з фрагментів початкового коду, вбудований у текст, що описує програму природною мовою людини. Це пряма протилежність більшості мов програмування, де текст для читання людиною (документація) вбудовується у тіло програми.
WEB складається з двох програм: TANGLE, що генерує текст програми на Паскалі, і WEAVE, що продукує відформатовану TeX-документацію
Існує версія системи WEB для мови C, CWEB (наприклад, програма Web2C виконує ту ж роль, що і TANGLE для генерації Паскаль-тексту). З інших програм можна відзначити noweb, що не залежить від кінцевої мови програмування.
Найбільш відомі і важливі програми, написані на WEB — це TeX і Metafont.

## External links
- The TeX Catalogue entry for WEB [Архівовано 25 лютого 2018 у Wayback Machine.]
- CWEB homepage [Архівовано 26 липня 2017 у Wayback Machine.]